# فلوريان لوجون
فلوريان لوجون (بالفرنسية: Florian Lejeune)‏ (مواليد 20 مايو 1991 - باريس ، فرنسا) هو لاعب كرة قدم فرنسي ، يلعب في مراكز قلب الدفاع وخط الوسط الدفاعي ، ويلعب حاليًا لنادي إيبار الإسباني.

## روابط خارجية
- فلوريان لوجون على موقع الاتحاد الدولي (مؤرشف)  (الإنجليزية)
- فلوريان لوجون على موقع رابطة كرة القدم الفرنسية للمحترفين (الإنجليزية)
- فلوريان لوجون على موقع قاعدة بيانات كرة القدم.إي يو (الإنجليزية)
- فلوريان لوجون على موقع ليكيب (الفرنسية)
- فلوريان لوجون على موقع Soccerbase.com (لاعب) (الإنجليزية)
- فلوريان لوجون على موقع Soccerway.com (الإنجليزية)
- فلوريان لوجون على موقع عالم كرة القدم.نت (الإنجليزية)